# Petiville (Seine-Maritime)
Pour les articles homonymes, voir Petiville.
Petiville est une commune française située dans le département de la Seine-Maritime en région Normandie.
Elle fait partie du parc naturel régional des Boucles de la Seine normande.

## Géographie

### Localisation
| Saint-Aubin-sur-Quillebeuf (Eure) | Notre-Dame-de-Gravenchon | Norville               |
| Saint-Aubin-sur-Quillebeuf (Eure) | Petiville                | Saint-Maurice-d'Ételan |
| Trouville-la-Haule (Eure)         | Saint-Maurice-d'Ételan   | Saint-Maurice-d'Ételan |

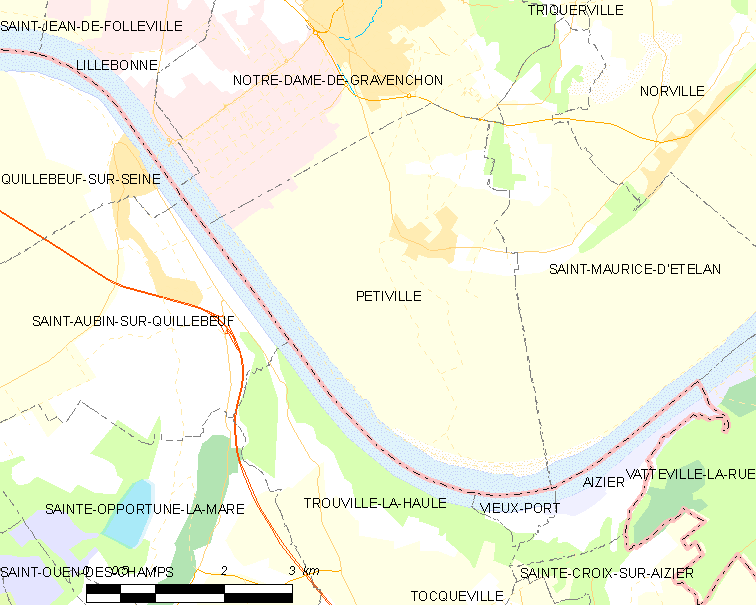
Carte de la commune.
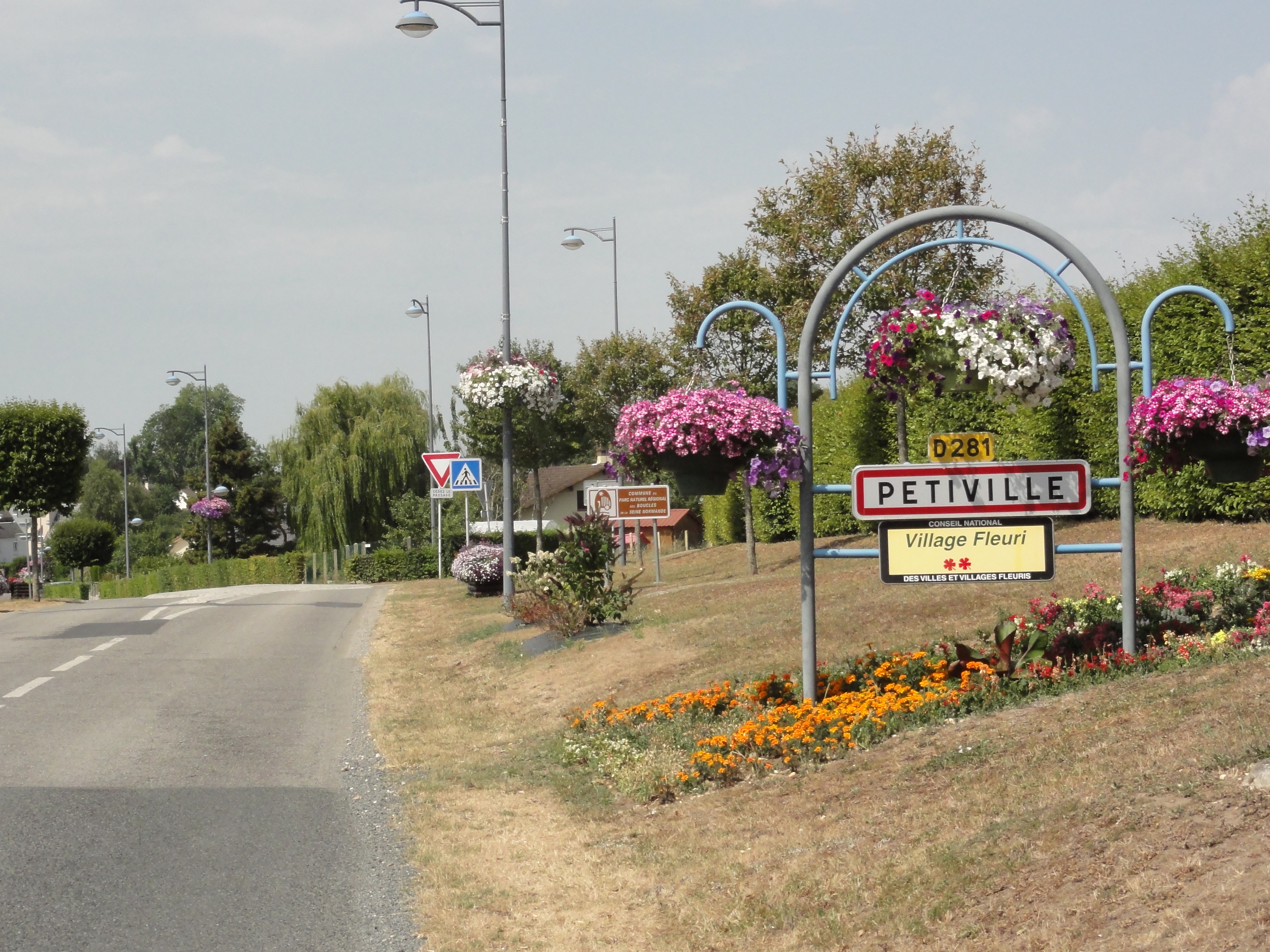
Entrée de Petiville.

### Hydrographie
La commune est située dans le bassin Seine-Normandie. Elle est drainée par la Seine, le Hannetot, le Theluet et la Ravine,,.
La Seine constitue la limite sud et ouest de la commune. Elle prend sa source à Source-Seine, en Côte-d'Or, sur le plateau de Langres, traverse le département avec de larges méandres sur son flanc sud et se jette dans la Manche entre Le Havre et Honfleur. 
Un plan d'eau complète le réseau hydrographique : le plan d'eau des Écords (1,27 ha),.

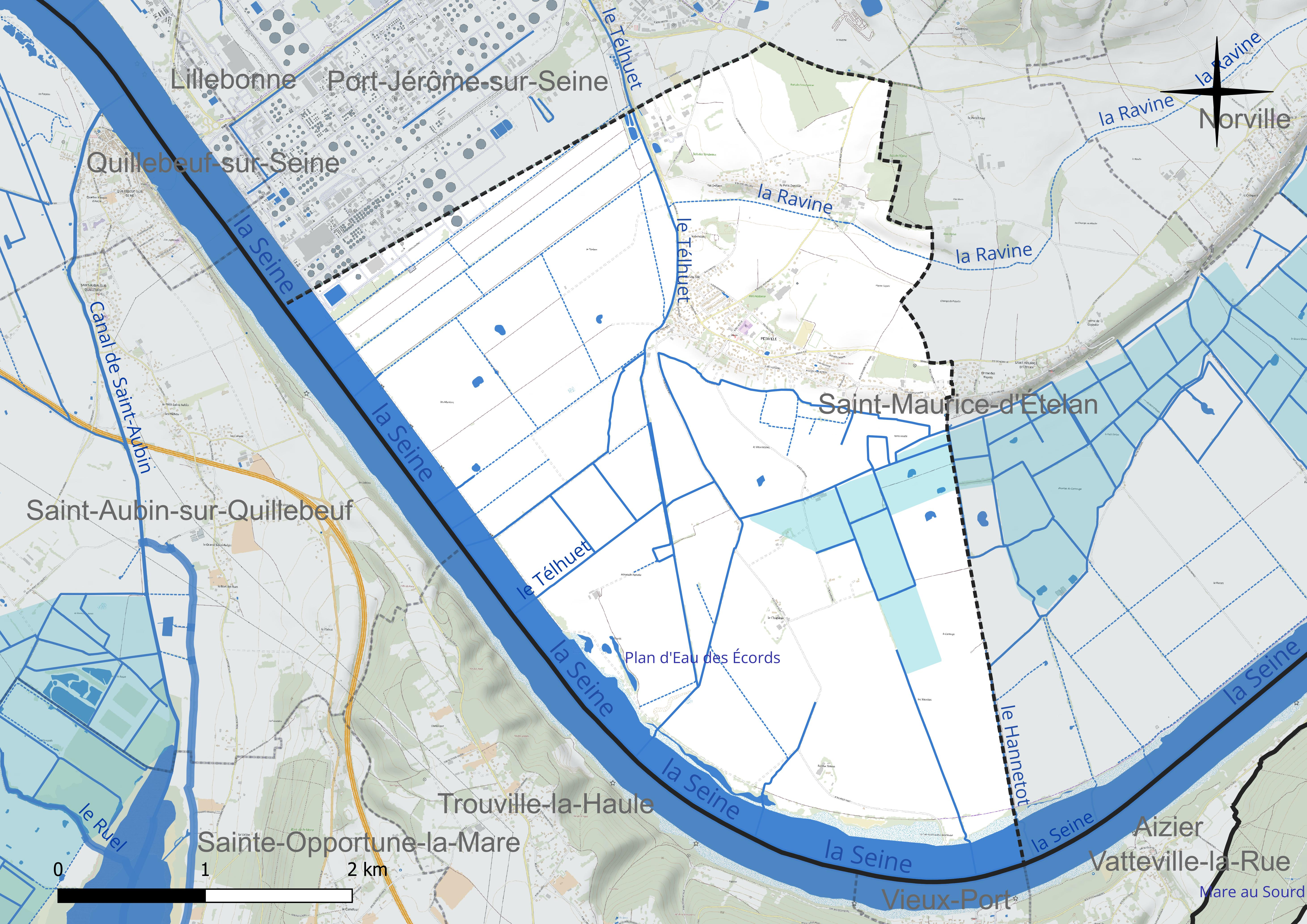
Réseau hydrographique de Petiville.

### Climat
Pour des articles plus généraux, voir Climat de la Normandie et Climat de la Seine-Maritime.
En 2010, le climat de la commune est de type climat océanique altéré, selon une étude du CNRS s'appuyant sur une série de données couvrant la période 1971-2000. En 2020, Météo-France publie une typologie des climats de la France métropolitaine dans laquelle la commune est exposée à un climat océanique et est dans la région climatique Côtes de la Manche orientale, caractérisée par un faible ensoleillement (1 550 h/an) ; forte humidité de l’air (plus de 20 h/jour avec humidité relative > 80 % en hiver), vents forts fréquents. Parallèlement le GIEC normand, un groupe régional d’experts sur le climat, différencie quant à lui, dans une étude de 2020, trois grands types de climats pour la région Normandie, nuancés à une échelle plus fine par les facteurs géographiques locaux. La commune est, selon ce zonage, exposée à un « climat contrasté des collines », correspondant au Pays d’Auge, Lieuvin et Roumois, moins directement soumis aux flux océaniques et connaissant toutefois des précipitations assez marquées en raison des reliefs collinaires qui favorisent leur formation.
Pour la période 1971-2000, la température annuelle moyenne est de 10,9 °C, avec une amplitude thermique annuelle de 13,1 °C. Le cumul annuel moyen de précipitations est de 885 mm, avec 12,5 jours de précipitations en janvier et 8,8 jours en juillet. Pour la période 1991-2020, la température moyenne annuelle observée sur la station météorologique installée sur la commune est de 12,0 °C et le cumul annuel moyen de précipitations est de 844,9 mm,. Pour l'avenir, les paramètres climatiques de la commune estimés pour 2050 selon différents scénarios d’émission de gaz à effet de serre sont consultables sur un site dédié publié par Météo-France en novembre 2022.
| Mois                                  | jan.           | fév.           | mars          | avril         | mai           | juin          | jui.          | août          | sep.          | oct.          | nov.          | déc.          | année      |
| ------------------------------------- | -------------- | -------------- | ------------- | ------------- | ------------- | ------------- | ------------- | ------------- | ------------- | ------------- | ------------- | ------------- | ---------- |
| Température minimale moyenne (°C)     | 3,1            | 2,7            | 4             | 5,8           | 8,8           | 11,9          | 13,6          | 13,6          | 11,3          | 9,2           | 6,2           | 3,5           | 7,8        |
| Température moyenne (°C)              | 5,7            | 5,9            | 8,1           | 11,2          | 13,9          | 17,2          | 19,1          | 18,7          | 16,3          | 13            | 9             | 6,1           | 12         |
| Température maximale moyenne (°C)     | 8,4            | 9,2            | 12,2          | 16,6          | 19            | 22,4          | 24,5          | 23,9          | 21,3          | 16,8          | 11,9          | 8,7           | 16,2       |
| Record de froid (°C) date du record   | −10,4 07.01.09 | −14,6 12.02.12 | −6,6 13.03.13 | −2,6 07.04.13 | −0,2 13.05.10 | 4,1 01.06.06  | 5,5 31.07.15  | 6,6 30.08.11  | 2,1 19.09.08  | −2,1 21.10.10 | −5,5 29.11.10 | −7,4 19.12.09 | −14,6 2012 |
| Record de chaleur (°C) date du record | 15,7 25.01.16  | 21,5 27.02.19  | 23,2 30.03.17 | 29 19.04.18   | 31,3 25.05.10 | 37,9 21.06.17 | 41,7 25.07.19 | 37,9 11.08.20 | 33,8 13.09.16 | 29,1 01.10.11 | 21,6 07.11.15 | 17 19.12.15   | 41,7 2019  |
| Précipitations (mm)                   | 75,7           | 65,5           | 61,6          | 48,9          | 60,9          | 53,9          | 61,6          | 80,6          | 58,1          | 90            | 83,1          | 105           | 844,9      |

### Milieux naturels et biodiversité
La commune fait partie du parc naturel régional des Boucles de la Seine normande.

## Urbanisme

### Typologie
Au 1er janvier 2024, Petiville est catégorisée bourg rural, selon la nouvelle grille communale de densité à sept niveaux définie par l'Insee en 2022.
Elle est située hors unité urbaine. Par ailleurs la commune fait partie de l'aire d'attraction du Havre, dont elle est une commune de la couronne,. Cette aire, qui regroupe 116 communes, est catégorisée dans les aires de 200 000 à moins de 700 000 habitants,.

### Occupation des sols
L'occupation des sols de la commune, telle qu'elle ressort de la base de données européenne d’occupation biophysique des sols Corine Land Cover (CLC), est marquée par l'importance des territoires agricoles (84,5 % en 2018), en diminution par rapport à 1990 (85,5 %). La répartition détaillée en 2018 est la suivante : 
terres arables (70 %), zones agricoles hétérogènes (13,4 %), eaux continentales (10,6 %), zones urbanisées (3,6 %), zones industrielles ou commerciales et réseaux de communication (1,1 %), prairies (1,1 %), forêts (0,2 %). L'évolution de l’occupation des sols de la commune et de ses infrastructures peut être observée sur les différentes représentations cartographiques du territoire : la carte de Cassini (XVIIIe siècle), la carte d'état-major (1820-1866) et les cartes ou photos aériennes de l'IGN pour la période actuelle (1950 à aujourd'hui).

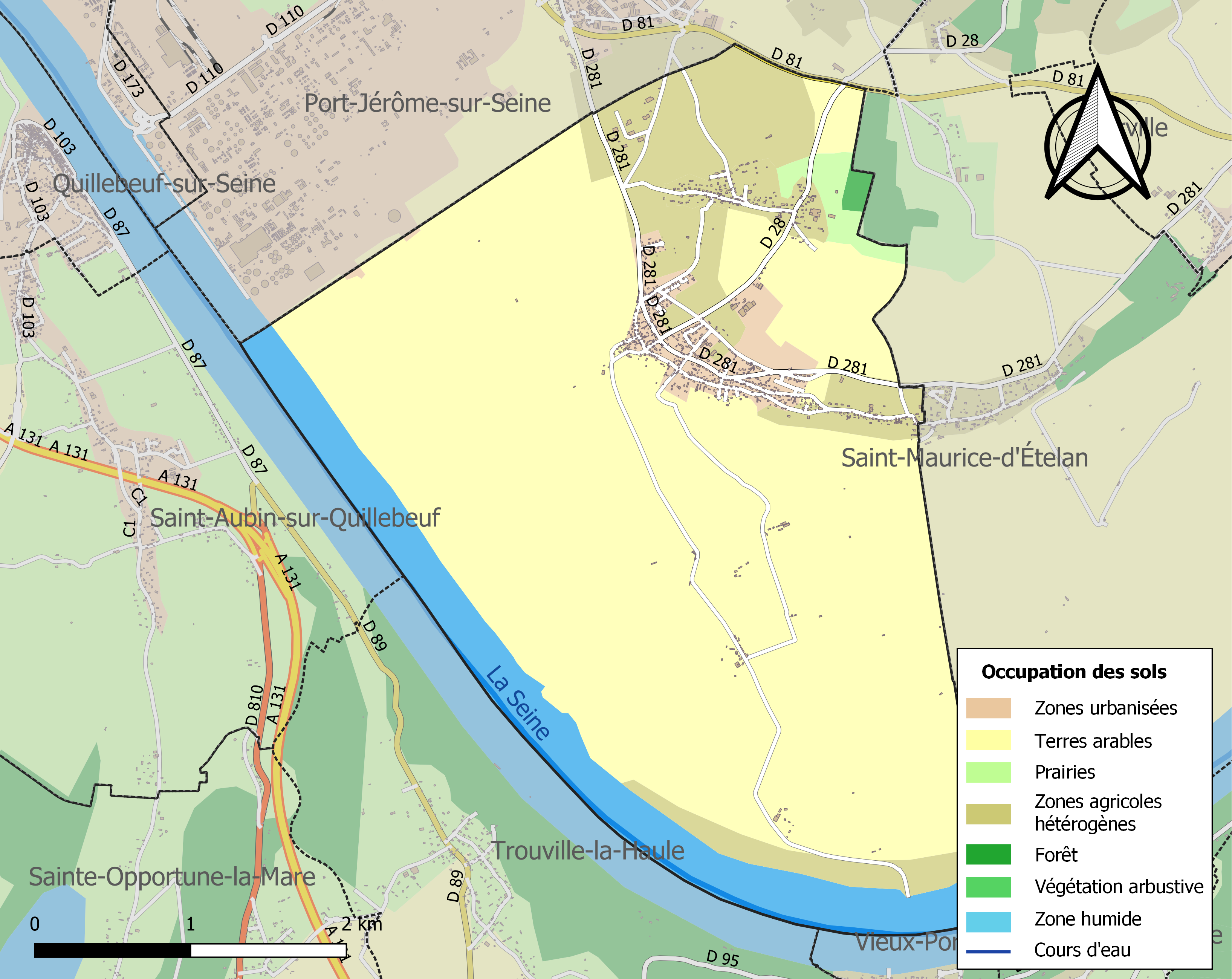
Carte des infrastructures et de l'occupation des sols de la commune en 2018 (CLC).

## Toponymie
Le lieu est mentionné sous la forme Pitit villa en 1032 - 1035.
Nom de lieu médiéval en -ville au sens ancien de « domaine rural » ou ici « village », précédé de l'adjectif petit, comme Petiville (Calvados), désigne littéralement une « petite ville ».

## Histoire
La voie romaine reliant Lillebonne à Évreux traversait la Seine au hameau du Bac. On y retrouve des vestiges d'embarcadère au lieu-dit le Vieux Port.
Des Francs se sont installés sur le territoire : en 1871, on découvre un cimetière avec des armes et d’autres objets. En 1281, les chanoines du chapitre de la cathédrale de Rouen, déjà propriétaires du droit de péage du hameau du Bac, achètent à Matthieu de Trie une rente annuelle faite en argent et en vivres, ainsi qu’une propriété au Tot.
Robert II Courteheuse donna ce péage au chapitre de la cathédrale de Rouen. Ce lieu s'appelle encore le Chapitre.
L’église actuelle, construite de 1862 à 1865, remplace un bâtiment plus ancien, élevé en face. Pour l’édifier, on a utilisé des matériaux venant de l’ancienne église. En 1958, le clocher en réparation depuis plusieurs mois, s’effondre brutalement, entraînant dans sa chute le transept et les chapelles latérales, mais épargnant la statue de saint Martin, patron de la paroisse. Deux années sont nécessaires pour reconstruire l’édifice, mais le coût de l’opération et des difficultés techniques compromettent le projet. Finalement, en 1961, un don permet l’édification, non d’un clocher mais d’un signal. Celui-ci, en béton, a été récemment détruit et remplacé par un campanile. Les cloches Martine et Henriette ont été fondues ensemble en une nouvelle cloche appelée Martine, qui se trouve avec la cloche Marie dans le nouveau campanile.
La croix du cimetière élevée vers 1862 est située à la place de l’ancienne église. La pierre centrale et la croix métallique de ce calvaire proviennent du clocher de l’ancienne église.

### Enseignement

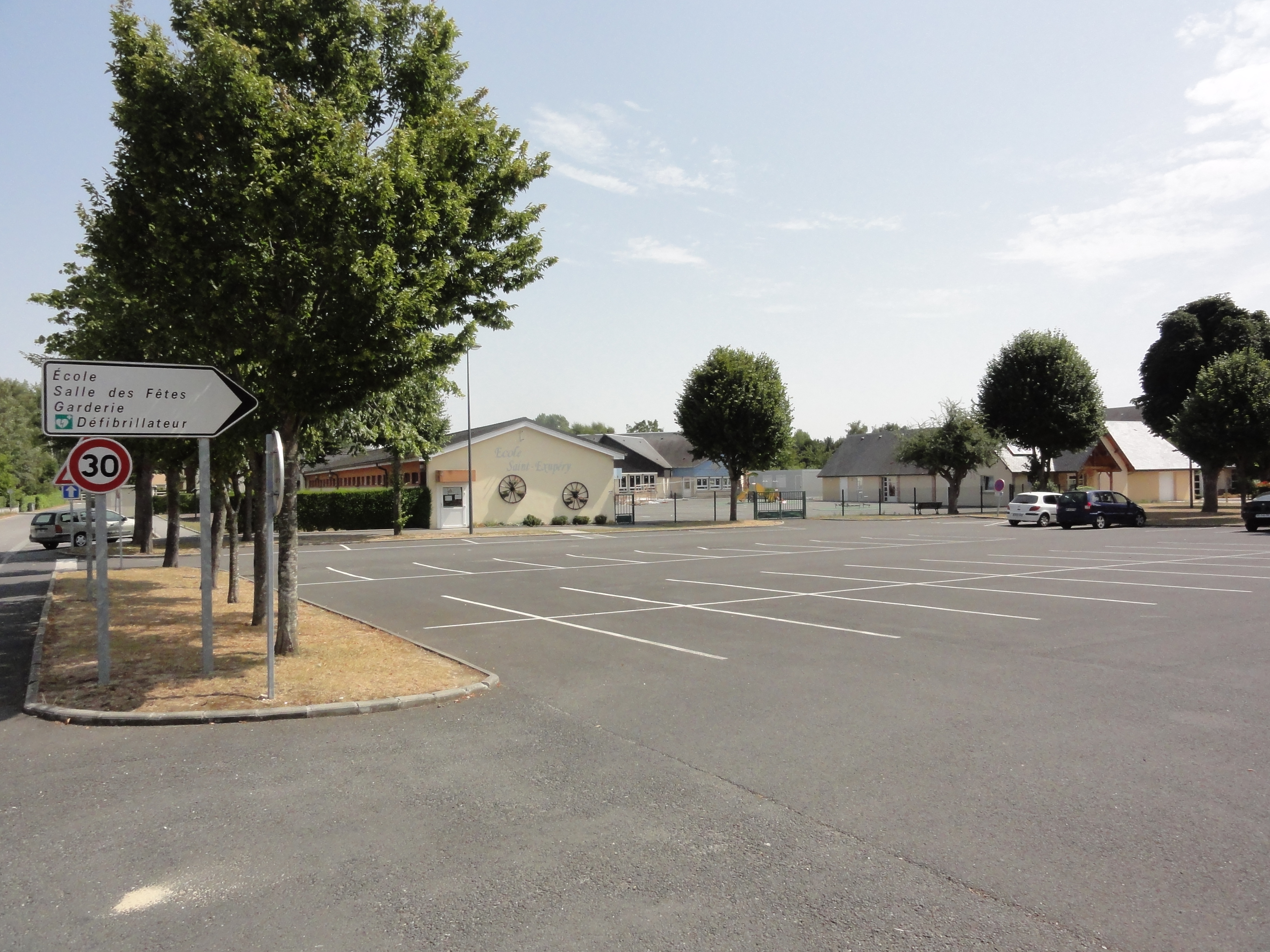
L'école.

### Vie associative

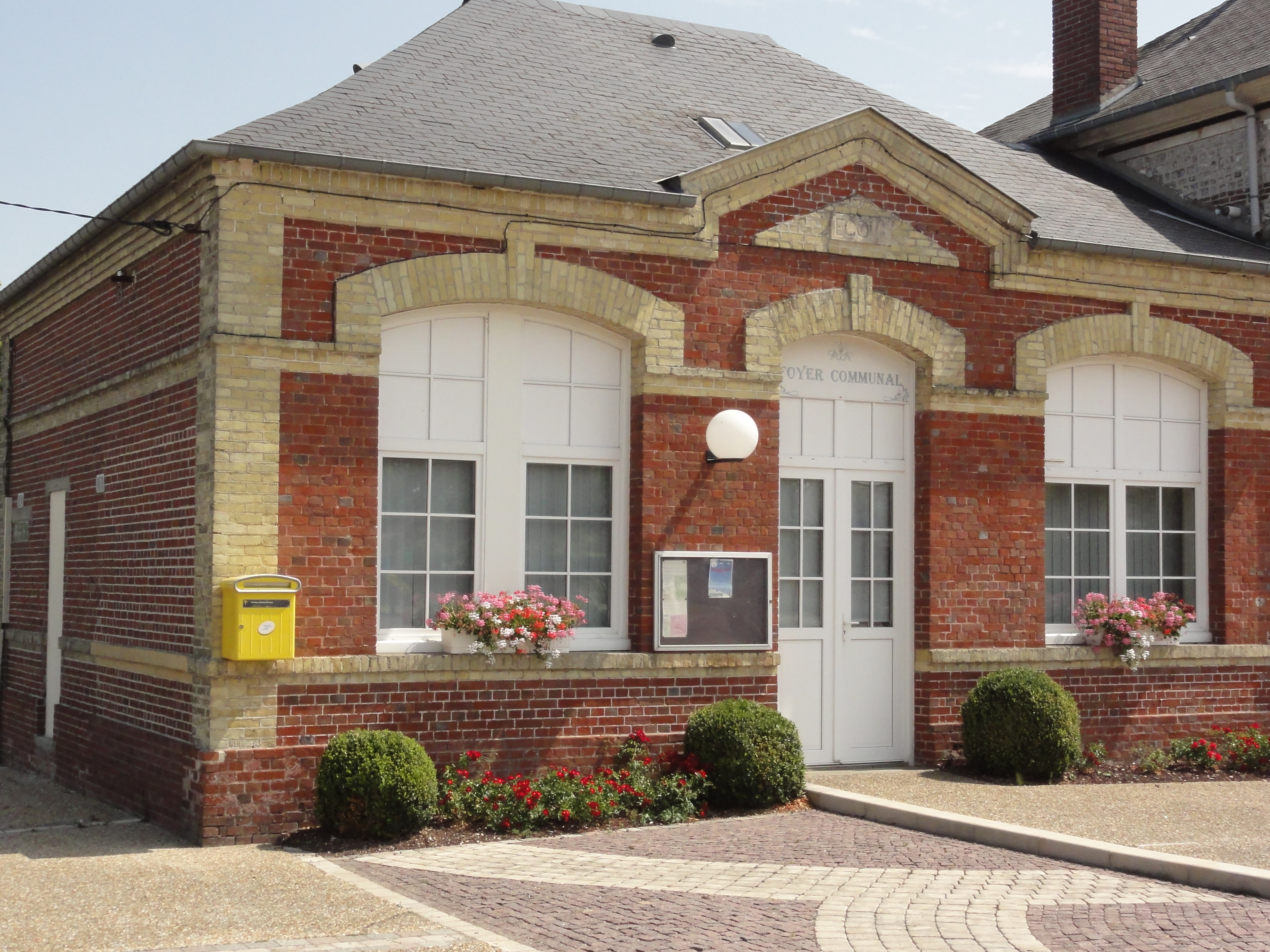
Le foyer rural.

## Politique et administration
| Période                                  | Période                    | Identité                  | Étiquette | Qualité                         |
| ---------------------------------------- | -------------------------- | ------------------------- | --------- | ------------------------------- |
| Les données manquantes sont à compléter. |                            |                           |           |                                 |
| 1790                                     | 1792                       | Jacques Bouvier           |           |                                 |
| 1792                                     | 1808                       | André Morice              |           |                                 |
| 1808                                     | 1835                       | Jean-Baptiste de Gonffray |           |                                 |
| 1835                                     | 1838                       | André Morice              |           |                                 |
| 1838                                     | 1848                       | David Levesque            |           |                                 |
| 1848                                     | 1865                       | Jacques Guéroult          |           |                                 |
| 1865                                     | 1870                       | Jacques Quetteveille      |           |                                 |
| 1870                                     | 1874                       | Charles Gomont            |           |                                 |
| 1874                                     | 1878                       | Jacques Quetteveille      |           |                                 |
| 1878                                     | 1881                       | Louis Leroy               |           |                                 |
| 1881                                     | 1884                       | Jacques Quetteveille      |           |                                 |
| 1884                                     | 1888                       | Jules Rocquigny           |           |                                 |
| 1888                                     | 1903                       | Bruno Leber               |           |                                 |
| 1903                                     | 1904                       | Ferdinand Langlois        |           |                                 |
| 1904                                     | 1917                       | Charles Gomont            |           |                                 |
| 1917                                     | 1925                       | Brune Piednoël            |           |                                 |
| 1925                                     | 1942                       | Georges Courseaux         |           |                                 |
| 1942                                     | 1945                       | Georges GRENIER           |           |                                 |
| 1945                                     | 1947                       | Hippolyte heuze           |           |                                 |
| 1947                                     | 1959                       | Georges Gregier           |           |                                 |
| 1959                                     | 1963                       | Marie Resse               |           |                                 |
| 1963                                     | 1973                       | Gérard Montier            |           |                                 |
| 1973                                     | 1977                       | Georges Gérard            |           |                                 |
| mars 1977                                | septembre 1977             | Jules Rosay               |           |                                 |
| septembre 1977                           | 1995                       | Maurice Vallée            |           |                                 |
| 1995                                     | 2008                       | Benoît Maillard           |           |                                 |
| 2008                                     | En cours (au 10 août 2020) | Moïse Moreira             | Horizons  | Réélu pour le mandat 2020-2026, |

## Population et société

### Démographie
L'évolution du nombre d'habitants est connue à travers les recensements de la population effectués dans la commune depuis 1793. Pour les communes de moins de 10 000 habitants, une enquête de recensement portant sur toute la population est réalisée tous les cinq ans, les populations de référence des années intermédiaires étant quant à elles estimées par interpolation ou extrapolation. Pour la commune, le premier recensement exhaustif entrant dans le cadre du nouveau dispositif a été réalisé en 2008.

En 2022, la commune comptait 1 179 habitants, en évolution de +4,61 % par rapport à 2016 (Seine-Maritime : +0,35 %, France hors Mayotte : +2,11 %).
| 1793 | 1800 | 1806 | 1821 | 1831 | 1836 | 1841 | 1846 | 1851 |
| ---- | ---- | ---- | ---- | ---- | ---- | ---- | ---- | ---- |
| 405  | 399  | 434  | 351  | 294  | 363  | 390  | 379  | 359  |

| 1856 | 1861 | 1866 | 1872 | 1876 | 1881 | 1886 | 1891 | 1896 |
| ---- | ---- | ---- | ---- | ---- | ---- | ---- | ---- | ---- |
| 370  | 370  | 408  | 402  | 406  | 392  | 408  | 419  | 520  |

| 1901 | 1906 | 1911 | 1921 | 1926 | 1931 | 1936 | 1946 | 1954 |
| ---- | ---- | ---- | ---- | ---- | ---- | ---- | ---- | ---- |
| 420  | 418  | 442  | 403  | 326  | 291  | 371  | 471  | 494  |

| 1962 | 1968 | 1975 | 1982 | 1990 | 1999 | 2006  | 2008  | 2013  |
| ---- | ---- | ---- | ---- | ---- | ---- | ----- | ----- | ----- |
| 629  | 765  | 980  | 922  | 970  | 982  | 1 030 | 1 050 | 1 074 |

| 2018  | 2022  | - | - | - | - | - | - | - |
| ----- | ----- | - | - | - | - | - | - | - |
| 1 122 | 1 179 | - | - | - | - | - | - | - |

## Culture locale et patrimoine

### Lieux et monuments
- Église paroissiale Saint-Martin dédiée à saint Martin de Tours.
- Monument aux morts.

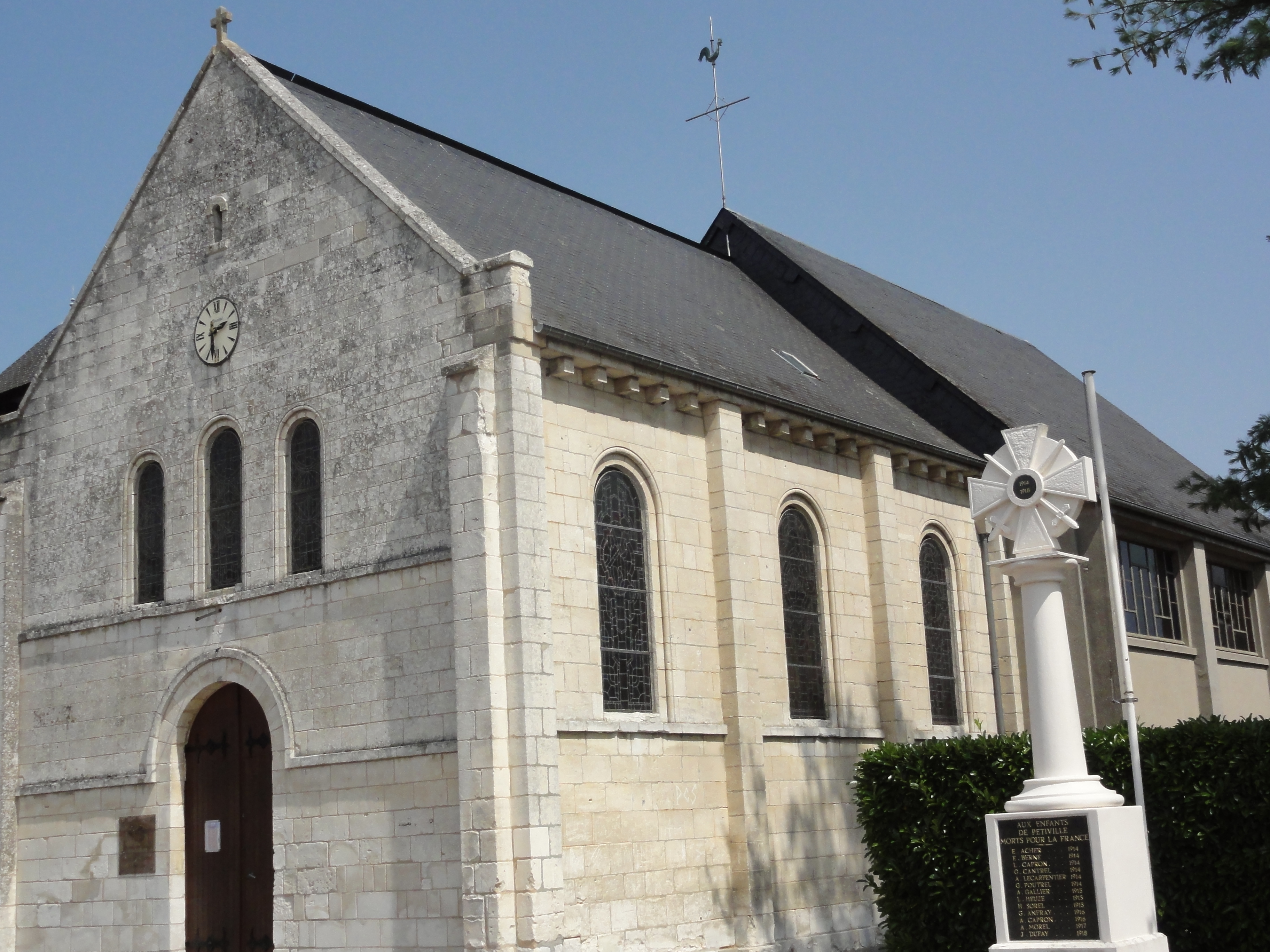
Église Saint-Martin.
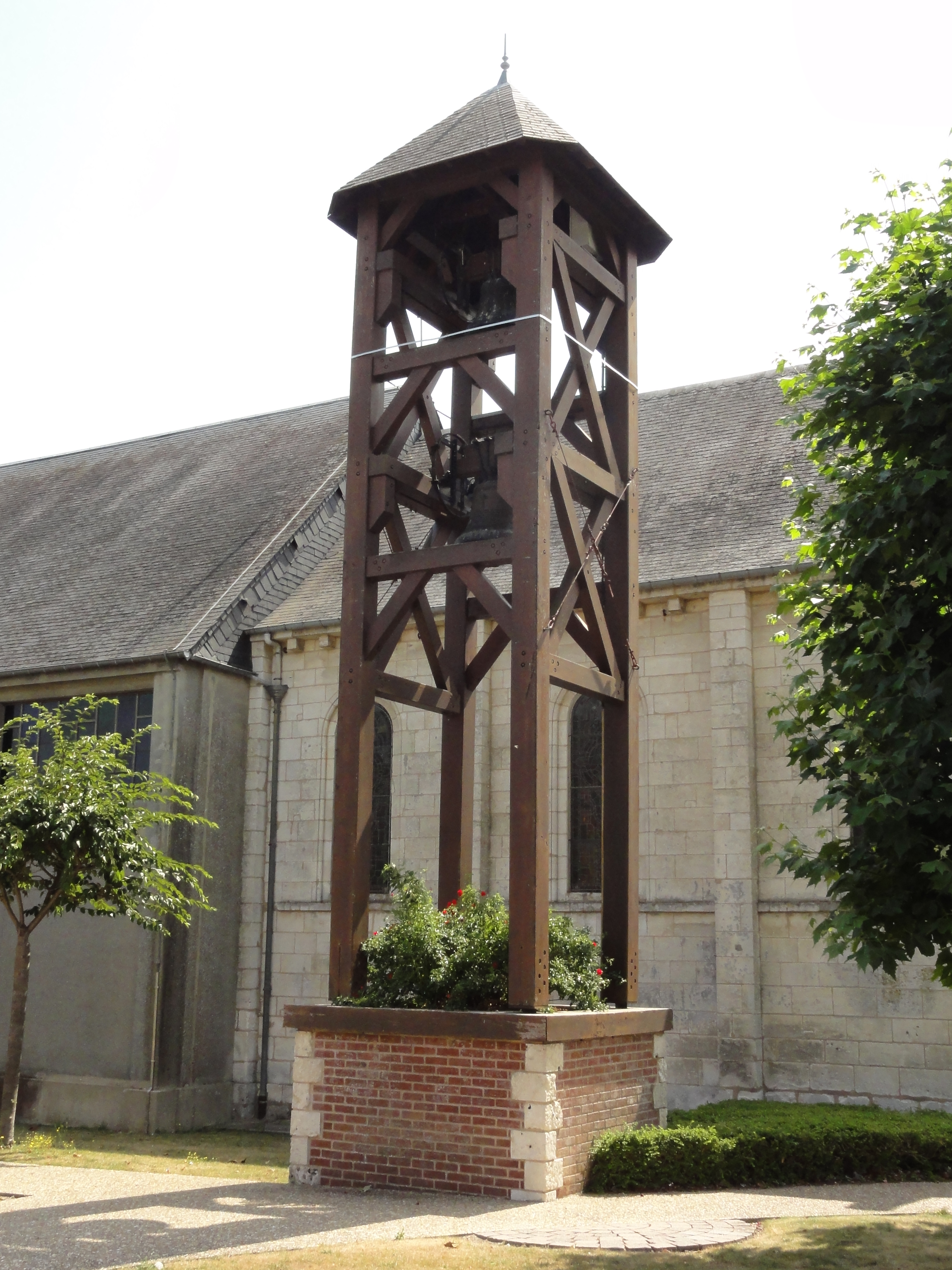
Clocher de l'église.
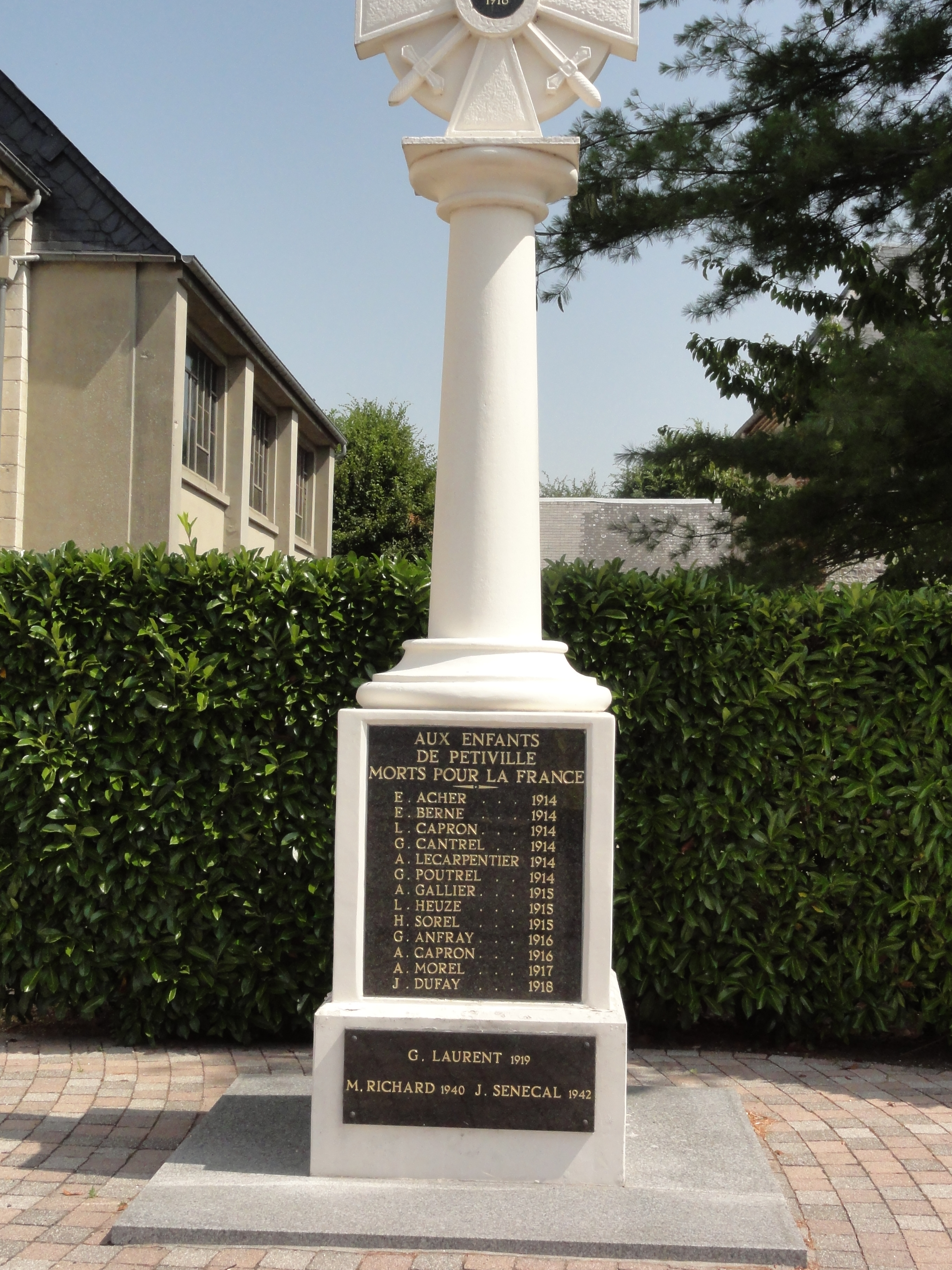
Monument aux morts.

### Héraldique
| Armes de Petiville | Les armes de la commune de Petiville se blasonnent ainsi : D'argent à la bande ondée d'azur chargée d'une épée haute d'or posée dans le sens de la bande, accompagnée en chef d'un léopard et en pointe d'un fermail, le tout de gueules. Le léopard rappelle les armes de la Normandie. |